# Asclepias cultriformis
Asclepias cultriformis là một loài thực vật có hoa trong họ La bố ma. Loài này được Harv. ex Schltr. mô tả khoa học đầu tiên năm 1894.